# Gut Kemperfeld

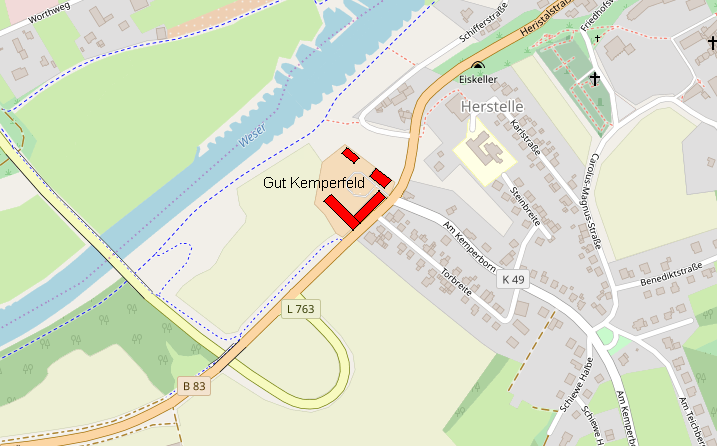
Lageplan (OpenStreetMap 2018)

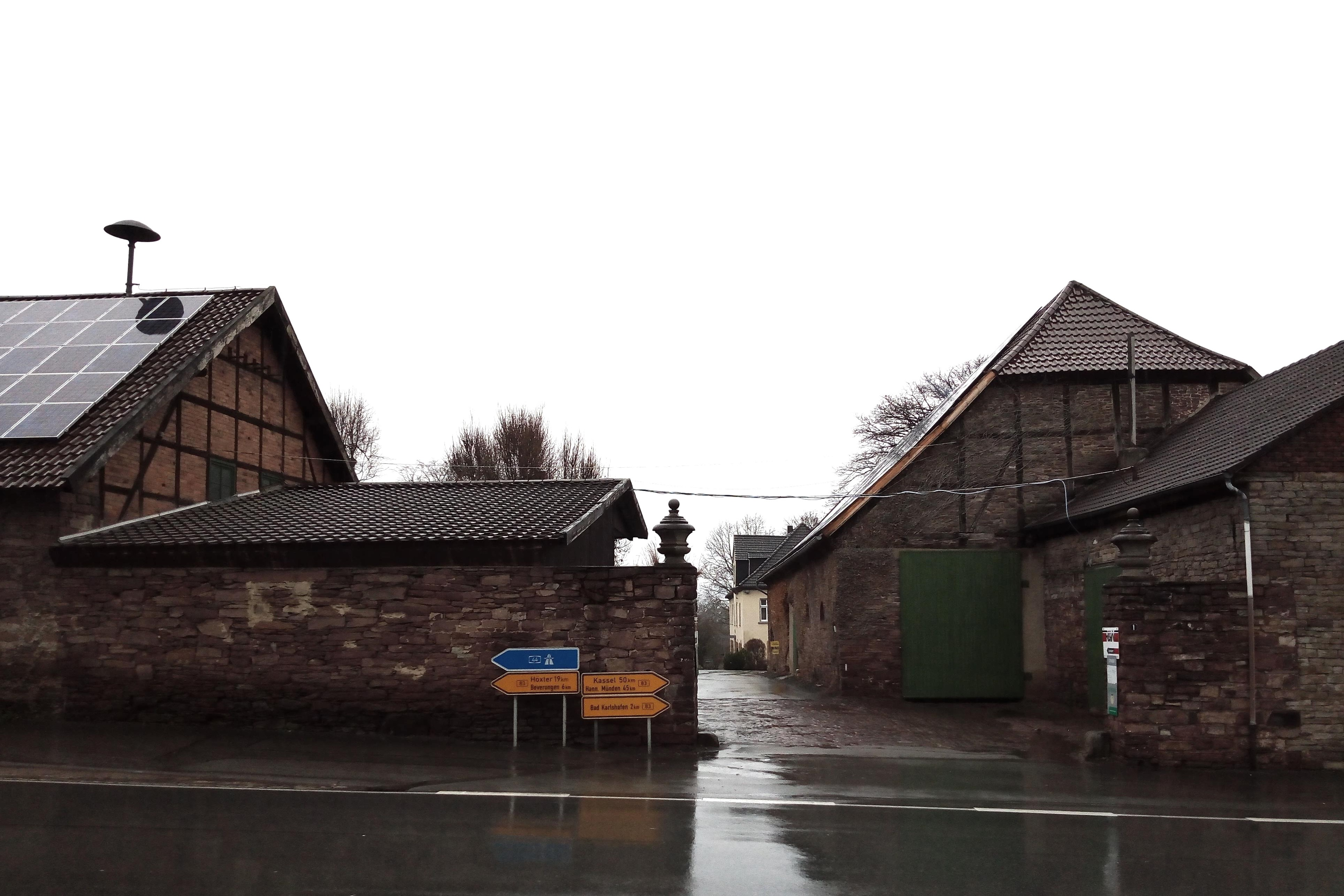
Hofeinfahrt (2018)

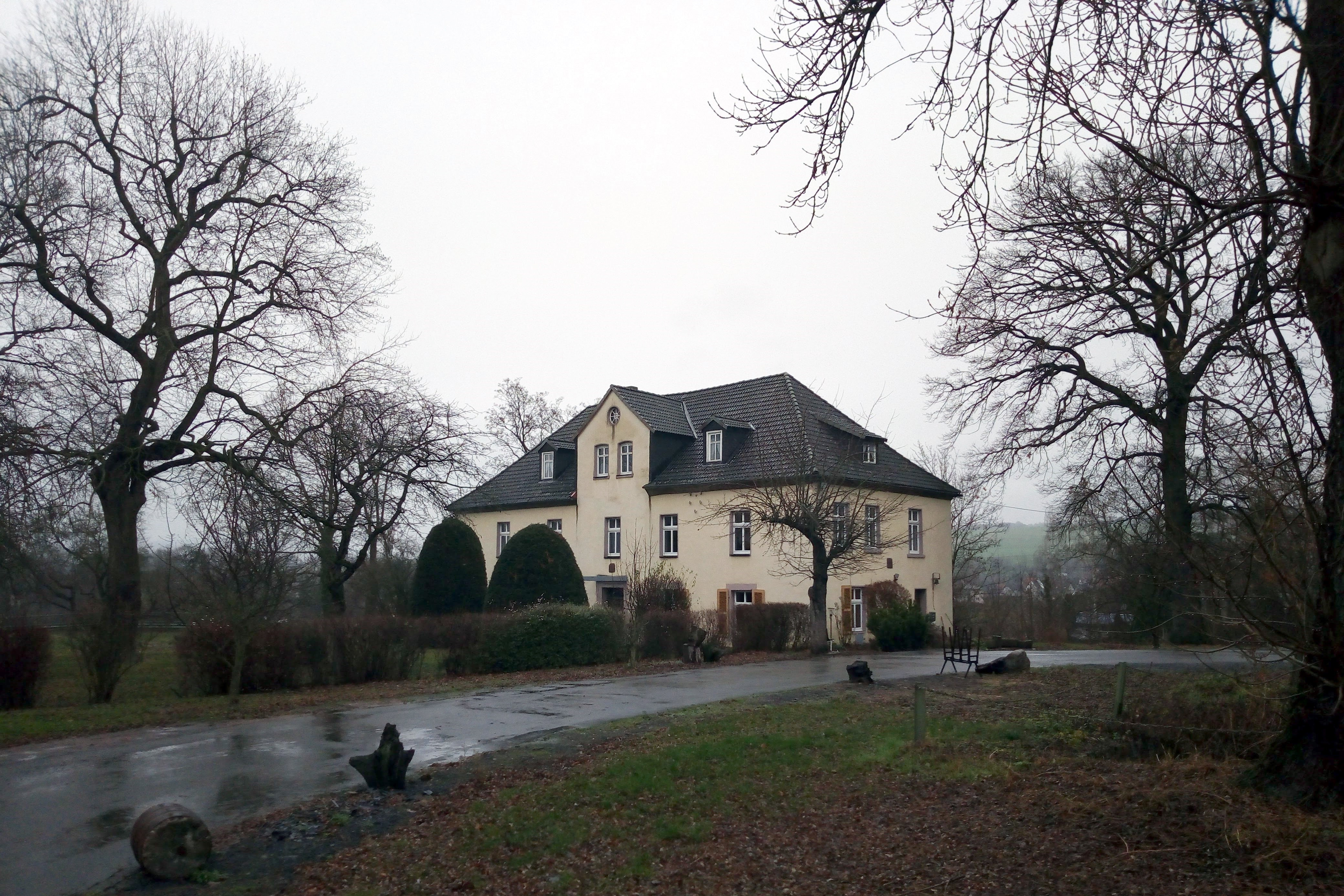
Gutshaus mit Park (2018)

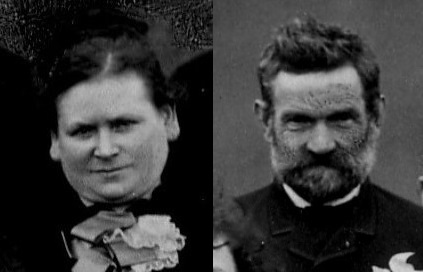
Gutspächter Robert und Maria Menne (Germete 1897)

Gut Kemperfeld ist der Name eines ehemaligen Rittergutes im Beverunger Ortsteil Herstelle, Heristalstraße 1.

## Geschichte
797 eroberte Karl der Große eine sächsische Fliehburg an einer strategisch wichtigen Furt über die Weser und errichtete dort ein Winterlager, das er Heristal Saxonicum nannte. Aus ihm ging die heutige Ortschaft Herstelle hervor. Die Bezeichnung des nahegelegenen Feldes in der Weseraue als Kemperfeld („Kämpferfeld“) geht offenbar ebenfalls auf diese Zeit zurück. Etymologisch lässt sich Kemperfeld einfach auch auf Kamp = Feld, Ackerfläche zurückführen. Das Gut liegt auf einem kleinen Plateau oberhalb der Weser.
Spätestens seit der Regierung Bischof Meinwerks (1015–1036) gehörte Kemperfeld zum Hochstift Paderborn und wurde von den Bischöfen als Landgut verliehen. Die Lehnsherren erhielten den Zehnten und andere Dienste und Abgaben und übten die niedere Gerichtsbarkeit aus. Mit dem Bau der Burg Herstelle 1292 festigten die Paderborner Bischöfe ihren Einfluss im Raum. 1385 wurde die Burg mit dem zugehörigen Gut Kemperfeld an die Familie von Falkenberg verpfändet.
1608 bestätigte der Paderborner Bischof Dietrich von Fürstenberg  die Belehnung des Gutes Kemperfeld an Burkhardt von Falkenberg. 1694 bis 1713 war Johann Heinrich von Falkenberg zu Kemperfeld und Blankenau Lehnsnehmer. Er klagte 1694 vor dem Hofgericht Paderborn und 1701 vor dem Reichskammergericht gegen Klara Elisabeth von Spiegel zu Klingenburg wegen Nichtigkeit eines Prozesses, in dem diese seinen Sohn Ludolf Dietrich von Falkenberg wegen Bruchs des Eheversprechens verklagt hatte. 1728 war Ludolf Dietrich Gerichtsherr zu Kemperfeld.
1733 belehnte Erzbischof Clemens August von Paderborn Georg von Spiegel zu Helmarshausen mit dem Gut. Er hatte offenbar die Witwe von Kaspar Ludwig von Falkenberg zu Kemperfeld, Sophia Elisabeth von der Lippe, geheiratet, denn sie übte 1734 noch die Gerichtsbarkeit aus. Beide klagten 1737 vor der Regierung zu Paderborn und 1741 vor dem Reichskammergericht gegen die Gemeinde Herstelle wegen der Hudegerechtigkeit der Gemeinde Herstelle auf dem unteren Kemperfelde. 1779 hatte Kemperfeld den Status als adeliches Gut (Rittergut) und gehörte den Gebrüdern von Spiegel zu Helmarshausen. Es hatte ca. 150 ha Landfläche und Wald, zum Teil mit Flächen auf der anderen Weserseite, die über eine Furt erreichbar waren.
1820 erwarb Freifrau Ferdinandine Heereman von Zuydtwyck, eine Tochter des Werner Adolph von Haxthausen, durch Vermittlung ihres Verwandten Landrat Philipp Freiherr von Wolff-Metternich das Gut Kemperfeld und zwei Jahre später auch die Burg Herstelle als Witwensitz. Ihr Sohn Werner Freiherr Heereman von Zuydtwyck (* 1808), seit 1832 verheiratet mit Fernandine Freiin von Wrede-Melschede (* 1812) und am 5. November 1845 in Berlin als preußischer Freiherr bestätigt, erbte 1851 die Burg Herstelle und Kemperfeld. In dieser Zeit wurde die Weserfurt zugunsten der Weserdampfschifffahrt gesprengt. Auf Werner folgte sein Sohn Friedrich von Heeremann-Zuydtwyk (1835–1891). Danach pachteten Robert Menne aus Hainholz bei Natingen und seine Frau Maria, geb. Nolte aus dem Spiegelhof in Germete, das Gut und lebten dort mit ihren 6 Kindern. Ihre Arbeit war offenbar erfolgreich, denn ihr Sohn Eduard Menne (1876–1954) konnte 1897 in München Medizin studieren und wurde später Chefarzt der Kur- und Krankenanstalt Bad Kreuznach.
1928/29 wurde Gut Kemperfeld mit der Burg Herstelle an die Gemeinnützige Siedlungsgesellschaft „Rote Erde“ GmbH in Münster verkauft, um zugunsten örtlicher Bauern neue Siedlerstellen zu schaffen.  Das Gutsarchiv erwarb Bernd von Kanne. Der ehemalige Verwalter, der Landwirt Anton Hartmann, erhielt das Restgut mit etwa 55 ha. 1931 bestand der von ihm bewirtschaftete Betrieb aus 25 ha Ackerfläche, 8 ha Grünfläche und 17 ha Unland. Dazu gehörten 5 Pferde, 32 Stück Rindvieh, 20 Kühe und 15 Schweine. Ein Teil der Unlandflächen konnte in mühsamer Kleinarbeit mit Schubkarren einfachem Werkzeug in den 1930er Jahren melioriert und zu Grünland und Acker umgewandelt werden. Später ging ein erheblicher Flächenanteil für den Straßenbau der B 83 neu verloren.  1960 heiratete der vom Niederrhein stammende Landwirt Norbert Klinkhammer (1929–2018) die Hoferbin Leni Hartmann. Ihr Sohn Klaus führte den Betrieb bis um 2000 und verpachtete dann die Flächen und den Schweinestall.